# 地理学者の一覧
地理学者の一覧（ちりがくしゃのいちらん）は、地理学に実績がある人物（地理学者）の一覧である。広い意味での地理に影響を与えた人物も含める（日本以外）。なお、日本の地理学者は、多数にわたるので日本の地理学者の一覧を参照。

## 近代地理学まで

### 古代ギリシア
- ヘロドトス
- エラトステネス

### 古代ローマ
- ポリビウス
- ストラボン
- クラウディオス・プトレマイオス

### 中世イスラーム
- マスウーディー
- イブン・バトゥータ

### 大航海時代
- マルコ・ポーロ
- パオロ・ダル・ポッツォ・トスカネッリ
- マルティン・ベハイム
- クリストファー・コロンブス
- ヴァスコ・ダ・ガマ
- フェルディナンド・マゼラン
- ゲラルドゥス・メルカトル（本名は、ゲルハルト・クレメル）

### 科学的地理学の萌芽期（17〜18世紀）
- キャーティプ・チェレビー
- ベルンハルドゥス・ウァレニウス
- クリューフェル
- イマヌエル・カント（哲学者であるが、地理学の著作も有名）

### 近代地理学の成立
- アレキサンダー・フォン・フンボルト
- カール・リッター

## 現代の地理学者

### アメリカ
- ウィリアム・モーリス・デービス
- ダウエント・ホイットルセー
- エドワード・アルマン
- ウィリアム・ギャリソン(William Garrison)
- リチャード・チョーリー
- イザイア・ボウマン
- ジョージ・ダビッドソン
- カール・サウアー
- チャールズ・ソーンウェイト
- リチャード・ハートショーン
- ギルバート・ホワイト
- エドワード・アッカーマン
- チョンスィ・ハリス
- ノートン・ギンズバーグ
- ウィリアム・バンギ(William Bunge)
- イーフー・トゥアン（中国系アメリカ人・段義孚）
- ピーター・グールド
- エドワード・ソジャ
- カール・ウィットフォーゲル
- グローブ・ギルバート
- エレン・センプル
- アーネスト・ワトソン・バージェス
- エルズワース・ハンチントン
- ジョージ・パーキンス・マーシュ
- ウォルター・アイザード
- エドワード・アルマン
- レスリー・キング
- レジナルド・ゴレッジ
- チャールズ・ソーンスウェイト

### イギリス
- ピーター・ハゲット
- ブリアン・ベリー
- デヴィッド・ハーヴェイ
- アラン・ベイカー
- アラン・ウィルソン
- ダドリー・スタンプ
- ハルフォード・マッキンダー
- ディビッド・グリッグ
- デレク・グレゴリー
- ロナルド・ジョン・ジョンストン
- デービッド・ストッダルト

### オーストラリア
- クリフ・オリエル

### ドイツ
- アルフレート・ヘットナー
- フェルディナント・フォン・リヒトホーフェン
- フリードリッヒ・ラッツェル
- アルフレート・ヴェーバー
- ヨハン・ハインリヒ・フォン・チューネン
- オットー・シュリューター
- ヴァルター・クリスタラー
- カール・トロル
- ユリウス・ビューデル
- ヴォルフガング・ハルトケ
- ヘルマン・フローン
- ペーター・シェラー
- ウラジミール・ペーター・ケッペン
- レオ・ヴァイベル
- ロベルト・グラートマン
- アルブレヒト・ペンク
- ヴァルター・ペンク(Walther Penck)
- アルフレート・リュール
- ヘルベルト・ウィルヘルミー
- フレッド・シェーファー(Fred K. Schaefer)
- ヨーゼフ・シュミットヒューゼン

### オーストリア
- ハンス・ボーベック

### スイス
- ハンス・ベッシュ

### フランス
- ヴィダル・ドゥ・ラ・ブラーシュ
- エマニュエル・ドゥ・マルトンヌ
- ピエール・ジョルジュ
- ジャン・ゴットマン
- フィリップ・パンシュメル
- ポール・クラヴァル
- アンドレ・ショレー
- マクシミリアン・ソール
- アルベール・ドゥマンジョン
- リュシアン・フェーヴル
- エリゼ・ルクリュ
- ピエール・グルー

### スウェーデン
- トルステン・ヘーゲルシュトランド

### ロシア
- ニコライ・バランスキー

### イタリア
- ロベルト・アルマジァ

### 中華人民共和国
- 竺可楨（チュー・コー・チェン）
- 顧頡剛（クー・チエカン）